# Träumerei (Film)
Träumerei ist eine 1943 hergestellte, deutsche Musiker-Filmbiografie von Harald Braun. Mathias Wieman und Hilde Krahl spielen dort das Komponistenehepaar Robert Schumann und Clara Wieck.

## Handlung
Deutschland im 19. Jahrhundert.
Clara Wieck ist die Tochter des anerkannten Musikpädagogen Friedrich Wieck und eine überaus begabte Pianistin. Seit sie als Neunjährige ihr erstes Konzert gegeben hatte, gilt sie als Wunderkind. An der Leipziger Musikschule ihres Vaters lernt sie den noch jungen Robert Schumann kennen, zu dem sie rasch eine große Zuneigung entwickelt. Diese Liaison wird von Vater Wieck sehr ungern gesehen, hat er doch mit seiner Tochter Großes vor. Als Clara zu einer Reise nach Paris aufbrechen soll, wo ihr internationaler Durchbruch angestrebt wird, gibt Robert seiner Geliebten als Geschenk eine eigene Komposition mit: „Träumerei“. In der französischen Hauptstadt lernt sie auf Betreiben ihres Vaters Franz Liszt kennen, der sie fördern und protegieren soll. Rasch erspielt sich Clara erste große Erfolge, sie hat aber ihren Robert daheim nicht vergessen. Wieder zurück in Leipzig, heiraten die beiden, ganz gegen den Willen des herrischen Vaters. Der hat nur die musikalische Karriere seiner Tochter im Kopf und hält Robert nicht für reif genug. Auch glaubt der alte Wieck nicht, dass sich Schumann beruflich jemals durchsetzen wird. 
Die von den beiden jungen Leuten vor Gericht durchgesetzte Ehe führt zum Zerwürfnis zwischen Clara und Friedrich Wieck. Zwar führen Clara und Robert Schumann eine glückliche und erfüllte Ehe, doch bedeutet die stetig ansteigende Anzahl ihrer Kinder auch bald mehr und mehr finanzielle Sorgen. Robert Schumanns Kompositionen, in der Öffentlichkeit kaum bekannt, bringen nicht genug Geld ins Haus. Als eines Tages Liszt das Paar besucht, erweckt er in Clara den Wunsch, nach langen Jahren des Rückzugs künstlerisch wieder aktiv zu werden. Bald feiert Clara als Konzertpianistin einen Erfolg nach dem anderen während Robert diese Zeit nutzt, um weiter zu komponieren. Doch in gleichem Maße, wie ihr Stern am Musikhimmel wieder erleuchtet, bleiben Schumanns Erfolge aus. Erschöpft von seiner Arbeit und frustriert von der mangelnden Resonanz, erleidet der unter Depressionen leidende Robert Schumann bald einen Nervenzusammenbruch. Clara erkennt, dass ihnen beiden dieses unstete Tourneeleben nicht gut bekommt, und sie entschließt sich, nunmehr ganz für ihren Ehemann da zu sein.
Bald gelingt Robert ein erster kleiner Erfolg: er wird als Dirigent des Düsseldorfer Musikvereins bestimmt. Da sich seine Kompositionen noch immer nicht durchgesetzt haben, nehmen ihn die Musiker jedoch nicht ernst. Im Gegenteil: Man intrigiert gegen ihn. Schließlich beruft der Bürgermeister der Stadt Schumann vom Posten wieder ab. Bald darauf lernt er den jungen Nachwuchskomponisten Johannes Brahms kennen, den Schumann in sein Haus einlädt. Brahms verliebt sich rasch in Clara, während Roberts depressive Momente immer häufiger und intensiver werden. Eines Tages unternimmt er einen Selbstmordversuch, wird jedoch von Clara im letzten Moment aus dem Wasser gerettet. Man beschließt, da Robert nicht mehr Herr seiner Sinne zu sein scheint, ihn in eine Heilanstalt einweisen zu lassen. Clara Schumann muss schließlich erkennen, dass sie keinen Zugang mehr zu ihrem Ehemann findet und dieser bald in seiner ganz eigenen Welt lebt. Doch sie hält ihm die Treue -- in jedem Sinne. Weder gibt sie dem Werben Brahms‘ nach, noch ist sie bereit, Roberts Kunst der Vergessenheit anheimfallen zu lassen. Mit aller Kraft und ihren künstlerischen Fähigkeiten macht sie die Musik Robert Schumanns endlich populär. Als letzte Konzertaufführung spielt die betagte Künstlerin dessen Träumerei.

## Produktionsnotizen
Die Dreharbeiten begannen am 27. Juli 1943 und endeten erst im Dezember 1943. Gedreht wurde in Xanten (Außenaufnahmen) sowie im Tonfilmstudio Carl Froelich in Berlin-Tempelhof und in der Ufastadt in Babelsberg (Atelieraufnahmen). Die Uraufführung fand am 3. Mai 1944 zu Ehren Robert Schumanns in seinem Geburtsort Zwickau statt, zwei Tage später erfolgte die Berliner Erstaufführung im Marmorhaus.
Träumerei erhielt das Prädikat „Künstlerisch wertvoll“, obwohl Propagandaminister Joseph Goebbels über das filmische Ergebnis sehr erbost gewesen sein soll. In Heinrich Fraenkels Unsterblicher Film erinnerte der 1945 aus der Emigration nach Deutschland heimgekehrte Autor an zwei Begegnungen mit Regisseur Braun: 

„Als ich Harald Braun sagte, daß ich Träumerei für ein Meisterwerk halte, erklärte er mir lächelnd, daß es auf des Messers Schneide stand, ob der Film überhaupt der Öffentlichkeit zu Gesicht käme. Goebbels war besonders schlechter Laune, als ihm Träumerei vorgeführt wurde. Er ließ schon nach einer halben Stunde abbrechen und fing zu toben an: es sei schon schlimm genug, wenn man keine Filme mache, die unmittelbar etwas mit dem Fronteinsatz zu tun hätten; dann solle man doch aber, zum Donnerwetter, wenigstens Filme machen, die eine dieser harten Zeit gemäße Härte zeigten, nicht aber so pflaumenweiches Zeug. Das war damals sehr viel schlimmer, als es heute klingt, erklärte mir Harald Braun zehn Jahre später. Denn wenn der Minister damals darauf bestanden hätte, dann wäre der Film unter den Tisch gefallen. Daß die Situation schließlich doch noch gerettet wurde, sei nur Wolfgang Liebeneiner zu verdanken. Der habe mit sehr viel Takt und Geschick den erbosten Minister schließlich zu überreden vermocht, sich den Film bis zum Ende anzusehen und die Freigabe zu gestatten. Daß der Film dann einen riesigen Publikumserfolg hatte, war recht bezeichnend dafür, daß in Kinotheatern das Publikum lieber unterhalten als patriotisch aufgerüttelt werden wollte.“

Emil Hasler entwarf die Filmbauten, die von Walter Kutz ausgeführt wurden. Die Kostüme stammen aus der Hand von Alfred Bücken. Alfred Vohrer assistierte Regisseur Braun. Die Klavier-Soli wurden von Siegfried Schultze eingespielt.
Mit 2.006.000 RM Produktionskosten war Träumerei ein sehr hoch budgetierter Film. Ende desselben Jahres 1944 lief der Film auch in der Schweiz an, nach dem Krieg außerdem in Portugal und Finnland.
Hildegard Knef gab in Träumerei ihr Filmdebüt, die Szene mit ihr wurde jedoch in der Endfassung herausgeschnitten. Für Friedrich Kayßler war der Vater Wieck in Träumerei die letzte vollendete Filmrolle.

## Kritik
Das Lexikon des Internationalen Films erinnerte: „Der im Kriegsjahr 1944 fertig gestellte Film stieß auf Ablehnung bei der NS-Führung, erreichte dann jedoch die Freigabe und fand starke Resonanz bei einer vom Kriegsalltag erschöpften Bevölkerung.“
Aus der Sicht der Erstbetrachtung von Träumerei gleich nach Kriegsende 1945 schrieb Fraenkel in Unsterblicher Film: „Mir gefiel dieser innige und mit so leisen Mitteln um so eindrucksvollere Film so gut, daß ich ihn mir sofort noch einmal vorführen ließ, um mich abermals an der echten Empfindungskraft und riefen Künstlerschaft von Hilde Krahl und Mathias Wieman zu erfreuen“. Fraenkels Resumee: „Es ist einer der schönsten und innigsten Film aus der Nazizeit.“
Kay Wenigers Das große Personenlexikon des Films erinnerte in der Biografie Harald Brauns auch an das NS-ideologische Umfeld, in dem Träumerei entstand: „Nach der Marika-Rökk-Revue "Hab' mich lieb'" und seiner braven Ibsen-Version "Nora" realisierte er seinen größten Erfolg mit der Schumann-Biographie "Träumerei", der allerdings der NS-Geist vom 'kämpfenden Künstler' anhaftete.“